# 日本基督教団三崎町教会
日本基督教団 三崎町教会（にほんきりすときょうだん みさきちょうきょうかい）は、東京都千代田区にある日本基督教団の教会で、1908年創立の中央バプテスト教会を源流とする。教団内のバプテスト派の集まりである教団新生会の事務局が置かれている。

## 前史

### 東京第一浸礼教会
米国北部バプテストから宣教師として派遣されたジェームズ・ホープ・アーサー（James Hope Arthur、1842-1877）が、1873年（明治6年）10月、横浜に来航し同地で活動後、1874年（明治7年）6月に東京に転居した。1975年（明治8年）春、アーサーは駿河台鈴木町に女学校（のちの駿台英和女学校）を開くとともに日曜の礼拝を開始した。同年、女学校の働きを援助するためアンナ・H・キダー（Anna H. Kidder、1840-1913）が来日。同年11月、アーサーは東京で初めての受浸者・内田はまに神田川でバプテスマ（洗礼）を授けた。1976年（明治9年）5月、女学校を仮会堂として東京第一浸礼教会が設立。日本で2番目、東京で最初のバプテスト教会である。1880年（明治13年）7月、小石川餌差町に第二礼拝堂を献堂。1882年（明治15年）1月、鳥山正心が按手礼を受け牧師に就任した。1886年（明治19年）5月、本郷東竹町に会堂を献堂。1893年（明治26年）1月、教会内の事件によりキダーと駿台女学校関係者が退会し、1895年（明治28年）6月、インマヌエル教会（現四谷新生教会）を設立。1895年、外国ミッションの援助を受けない教会の形成を目指した会員が退会した（日本独立浸礼教会の節参照）。1898年（明治31年）3月、東竹町の会堂が焼失し、教会は1899年（明治32年）10月、神田区新石町に移転した。

### 日本独立浸礼教会
1895年（明治28年）1月、外国ミッションの援助を受けない教会の形成を目指して、東京第一浸礼教会と芝浸礼教会（現四谷新生教会）の有志25名で、神田三崎町の医師角倉賀道宅に設立し、牧師に鳥山正心が就任した。1896年（明治29年）12月、小石川柳町に献堂した。1904年（明治37年）12月、鳥山が召天し、1905年（明治38年）中島力三郎が牧師に就任した。

#### 歴代主任伝道者
※『年表 1907年-1945年』23頁による。
- 鳥山正心
- 片田江駒太郎
- 渡部元
- 中島力三郎

## 三崎町教会

### 中央バプテスト教会
1905年頃には東京に有力なバプテスト教会が存在していなかったため、上京した青年信徒が他教派に移ってしまうことが問題となった。また、ウィリアム・アキスリング宣教師は東京に社会事業と伝道を行うセンターの設置を構想していた。これらの懸案を受けて1907年（明治40年）6月、有馬で開催されたバプテスト宣教師会において東京に会堂（TABERNACLE）の建設が承認された。土地の選定は角倉賀道が担当し神田区三崎町1丁目4番地の300有余坪を取得。名称をバプテスト中央会館とし、1908年（明治41年）9月に献堂式を行った。中央会館の開館に合わせて東京市内のバプテスト教会の合同が働きかけられたが、最終的に東京第一浸礼教会と日本独立浸礼教会が合同し、1908年（明治41年）12月3日、中央バプテスト教会を設立した。1913年（大正2年）2月、神田の大火で会館が焼失したため、会館の向かい側の長屋を借りて仮会堂とし、会館の再建まで礼拝、伝道、祈祷会、幼児教育を行った。1915年（大正4年）11月、会館が再建し名称を東京三崎会館と改称した。1918年（大正7年）教会はミッションからの援助を辞退し自給を目指した。1923年（大正12年）9月の関東大震災で三崎会館は外郭を残して焼け落ちた。教会は焼け跡の整理を行い、日曜礼拝、日曜学校を再開し、また罹災者への救護活動に従事した。1925年（大正14年）11月に復興工事が完了した。
教会は日本バプテスト東部組合（東部組合）に所属していたが、1940年（昭和15年）1月、東部組合が日本バプテスト西部組合と合同して日本バプテスト基督教団（バプテスト教団）となると、名称を日本バプテスト中央基督教会に改称した。

### 三崎町教会
さらにバプテスト教団は、1941年、宗教団体法によって設立された日本基督教団に第4部として加盟し、それにより教会名は三崎町教会と改称した。1944年（昭和19年）三崎会館が接収され、会館は財団法人日本語教育振興会が使用することとなり三崎会館は閉館した。教会は日曜日に礼拝堂、木曜日の祈祷会のため1室の使用が認められ、終戦まで礼拝が継続された。
戦後、1948年（昭和23年）3月、三崎会館は日本語教育振興会から基督教新生社団（北部バプテスト関係教会等の財産管理団体）が買い戻し、伝道のため三崎町教会に無償で貸与された。会堂の老朽化により建替えの計画が進められ、1973年（昭和48年）に新生社団から教会に財産が移譲され、1974年（昭和49年）1月、新会堂（3代）の献堂式が行われた。1993年（平成5年）7月、現会堂（4代）が完成し、同年11月に献堂式が行われた。

## 歴代主任牧師
- 初代:吉川亀(1908年-1909年)
- 第2代:中島力三郎(1909年-1937年)
- 第3代:山北多喜彦(1938年-1968年)
- 第4代:新里昌平(1969年-1975年)
- 第5代:甲原一(1975年‐1980年)
- 第6代:作道至示(1980年‐1996年)
- 第7代:山田静夫(1996年‐2013年)
- 第8代:箕口雄介(2013年‐現在)

## 所在地
- 〒101-0061 東京都千代田区神田三崎町一丁目3-9